# Renaud de Vichiers
 (août 2009).
Si vous disposez d'ouvrages ou d'articles de référence ou si vous connaissez des sites web de qualité traitant du thème abordé ici, merci de compléter l'article en donnant les références utiles à sa vérifiabilité et en les liant à la section « Notes et références ».
Renaud de Vichiers (ou de Vichy) est un maître de l'Ordre du Temple.
Il fut successivement précepteur de France (1242-1246) et Maréchal de l'Ordre (1249-1250), et fut élevé à la dignité de Maître à la place de Guillaume de Sonnac, tué en Égypte à la bataille de Mansourah le 11 février 1250. Dans les prémices de cette bataille, le 6 décembre 1249, l'avant-garde est confiée aux templiers sous les ordres de Renaud de Vichiers. Celui-ci fit preuve de discernement et de courage lorsque, malgré l'interdiction du roi, ses hommes chargèrent l'ennemi avec succès, en réaction au harcèlement dont ils étaient l'objet. Ce type d'opération ne devait être lancé qu'à bon escient, comme la suite des événements l'a tragiquement montré avec la malheureuse initiative de Robert d'Artois.
En 1252, il envoie son maréchal Hugues de Jouy  traiter avec le sultan de Damas Al-Nasir Yusuf concernant l'administration conjointe d'une région qui était alors considérée comme un territoire templier. Mais Saint Louis, qui n'avait pas été consulté pour ces négociations, refuse et rejette l'envoyé du sultan venu ratifier cet accord. Puis, fou de colère, il demande des excuses aux Templiers et exige le bannissement d'Hugues de Jouy qui avait mené ces négociations, ce que Renaud de Vichiers accepte
,.
Il contribua par ses conseils à déterminer saint Louis, après sa captivité, à demeurer en Terre sainte.[réf. nécessaire]
Il mourut le 20 janvier 1256.